# Pozojević
Pozojević je hrvatska plemićka obitelj. Članica je Hrvatskog plemićkog zbora. Plemstvo je obitelj dobila 1575. godine. Dodijelio ga je kralj Rudolf II. Đorđu Pozojeviću (Georgiusu Pozojeviću) za zasluge u borbi s Turcima. Torontalska županija u Kraljevini Ugarskoj plemstvo je potvrđeno 1821. godine predcima Miklošu, Matiji, Janošu i Imri, od kojih potječu današnji Pozojevići. Najpoznatiji pripadnik obitelji danas jest primarijus doktor pulmolog Gaja Pozojević (1957.), rodom iz Radojeva, koji živi i radi u Zrenjaninu.